# Eurodryas alexandrina
Eurodryas alexandrina är en fjärilsart som beskrevs av Otto Staudinger 1887. Eurodryas alexandrina ingår i släktet Eurodryas och familjen praktfjärilar. Inga underarter finns listade i Catalogue of Life.